# L'Original
 (mars 2022).
La mise en forme du texte ne suit pas les recommandations de Wikipédia : il faut le « wikifier ».
Les points d'amélioration suivants sont les cas les plus fréquents. Le détail des points à revoir est peut-être précisé sur la page de discussion.
- Les titres sont pré-formatés par le logiciel. Ils ne sont ni en capitales, ni en gras.
- Le texte ne doit pas être écrit en capitales (les noms de famille non plus), ni en gras, ni en italique, ni en « petit »…
- Le gras n'est utilisé que pour surligner le titre de l'article dans l'introduction, une seule fois.
- L'italique est rarement utilisé : mots en langue étrangère, titres d'œuvres, noms de bateaux, etc.
- Les citations ne sont pas en italique mais en corps de texte normal. Elles sont entourées par des guillemets français : « et ».
- Les listes à puces sont à éviter, des paragraphes rédigés étant largement préférés. Les tableaux sont à réserver à la présentation de données structurées (résultats, etc.).
- Les appels de note de bas de page (petits chiffres en exposant, introduits par l'outil «  Source ») sont à placer entre la fin de phrase et le point final[comme ça].
- Les liens internes (vers d'autres articles de Wikipédia) sont à choisir avec parcimonie. Créez des liens vers des articles approfondissant le sujet. Les termes génériques sans rapport avec le sujet sont à éviter, ainsi que les répétitions de liens vers un même terme.
- Les liens externes sont à placer uniquement dans une section « Liens externes », à la fin de l'article. Ces liens sont à choisir avec parcimonie suivant les règles définies. Si un lien sert de source à l'article, son insertion dans le texte est à faire par les notes de bas de page.
- La présentation des références doit suivre les conventions bibliographiques. Il est recommandé d'utiliser les modèles {{Ouvrage}}, {{Chapitre}}, {{Article}}, {{Lien web}} et/ou {{Bibliographie}}. Le mode d'édition visuel peut mettre en forme automatiquement les références.
- Insérer une infobox (cadre d'informations à droite) n'est pas obligatoire pour parachever la mise en page.

Pour une aide détaillée, merci de consulter Aide:Wikification.
Si vous pensez que ces points ont été résolus, vous pouvez retirer ce bandeau et améliorer la mise en forme d'un autre article.
Nicolas Bamert, dit L'Original, est un artiste plasticien suisse né en 1987 à Lausanne, actif dans le milieu de l’art urbain. 

## Biographie
Originaire de Denens,  Nicolas Bamert suit sa scolarité dans la région morgienne jusqu’à l’obtention d’un diplôme d’ingénieur en génie climatique. Attiré par le graffiti dès l’adolescence, il quitte son travail en 2014 pour commencer une nouvelle vie et se consacrer entièrement à son art. Il part à Berlin et y crée son alter-ego L’Original. 
Il travaille actuellement[Quand ?] dans son atelier l’Original Flash Studio à Montreux aidée par la créatrice suisse Julie Handloser.

## Style
Artiste autodidacte, l’univers de Nicolas Bamert dit L’Original se décrit comme un style joyeux et vivant utilisant principalement des couleurs vives pour illustrer des formes naïves et libres. Il s’est d’abord fait connaître en habillant du sol au plafond des pièces abandonnées. Admirateur de Jean Tinguely et de Niki de Saint Phalle, l’artiste fait évoluer son style à travers plusieurs séries en maîtrisant différentes techniques comme la sculpture et les installations mécaniques.

## Expositions

### Expositions personnelles
- 2011 : Original’s Discovery, Morges (Suisse)
- 2013 : Du Béton, Galerie Outsiders, Lausanne (Suisse)
- 2016 : Entre réalité et originalité, Galerie Zwahlen, Orbe (Suisse)[8]
- 2017 : Immersion, Galerie Abordage, Saint-Sulpice (Suisse)[9]
- 2018 : Society, Kolly Gallery, Baden (Suisse)
- 2018 : Cedart Gallery, Genève (Suisse)[10]
- 2019 : Morges et l’Original, Espace 81, Morges (Suisse)[11]
- 2020 : L’Odyssée des Crayons, Galerie Caran d’Ache, Plateforme 10, Lausanne (Suisse)[12]
- 2020 : Gravity, Speerstra Gallery, Bursins (Suisse)[13]

### Expositions collectives
- 2013 : Post-it® brand, New York (USA)
- 2014 : Galerie.ch, Verbier (Suisse)
- 2016 : Exposition d’art cinétique, 2m2c, Montreux (Suisse)
- 2016 : Y+S+N, galerie Emma T, Berlin (Allemagne)
- 2017 : Biennale de sculptures, Montreux (Suisse)
- 2017 : Roule Petit Ougandais, Kolly Gallery, Zürich (Suisse)
- 2018 : Rencontres à Rossinière, Bois , Rossinière (Suisse)[14]
- 2020 : Goûter d’art, Club d’art Contemporain, Lausanne (Suisse)[15]
- 2020 : Rock Me Baby, Yverdon-les-Bains (Suisse)[16]
- 2020 : Spiral, Espace Graffenried, Aigle (Suisse)
- 2020 : Montreux, private parts, Montreux (Suisse)[17]
- 2020 : Portraits, Speerstra Gallery, Bursins (Suisse)
- 2021 : Biennale de sculptures, Montreux (Suisse)
- 2021 : Urbaneez, Exposition virtuelle (Suisse)[18]
- 2021 : Happy Switzerland, Kolly Gallery, Zürich (Suisse)
- 2021 : Métamorphose, Maison Visinand, Montreux (Suisse)
- 2021 : Ailyos, Reitzel, Aigle (Suisse)[19]
- 2021 : Spiral, Kinetic art exhibition (Suisse)[7]
- 2021 : L’Évasion, Biennale de Montreux (Suisse)[20]

### Installations artistiques
- 2012 : 12’000 post-it notes, Lausanne (Suisse)
- 2014 : La plus belle terrasse, La Mobilière, Lausanne (Suisse)
- 2014 : Installation artistique avec Migros, Morges (Suisse)[21]
- 2014 : Projet artistique de 3000m2 « L’Impressionnant », Berlin (Allemagne)[22]
- 2015 :  Die Freiheit, An der Industriebahn, Berlin (Allemagne)
- 2015 : 25 installations artistiques, calendrier de l’Avent 2015, Lausanne (Suisse)
- 2015 : 10 installations artistiques picturales, Kinderklinik, Berlin (Allemagne)
- 2016 : Au-Delà, Fondation Noël Coward, Les Avants (Suisse)
- 2016 : Transformation des anciennes caves d’Uvavins, Morges (Suisse)[3]
- 2017 : Biennale de sculpture, Montreux (Suisse)
- 2017 : Immersion, Aquatis, Lausanne (Suisse)
- 2017 : Water Paradise, 800m2, Vision Art Festival, Crans Montana (Suisse)[23]
- 2018 : 8 cuves, La Cave de la Côte, Morges (Suisse)[24]
- 2018 : Parc de la Brouette, Transports Lausannois, Lausanne (Suisse)[25]
- 2018 : Nuit des images, City Tap, Musée Élysée, Lausanne (Suisse)[26]
- 2018 : Aircraft, Zone abandonnée (Malte)
- 2019 : La Voie du Paradis, Peinture au sol, Montpellier (France)[27]
- 2019 : La Vigne en Couleur, Installation, Casino pour la Fête des Vignerons, Vevey (Suisse)
- 2019 : Schwarzsee, Peinture murale, Fribourg (Suisse)
- 2019 : Happy Eggs, Installation immersive, Quartier du Flon, Lausanne (Suisse)
- 2019 : Mélodie Suspendue, Installation, Haute Ecole de Musique, Lausanne (Suisse)[28]
- 2019 : Y’a pas le Feu au Lac, Artichoke Festival, Estavayer (Suisse)[29]
- 2020 : Voyagez avec la CGN, Fresque murale, CGN, Lausanne (Suisse)[30]
- 2020 : L’Odyssée des Crayons, Fresque murale, Atelier Caran d’Ache, Lausanne (Suisse)
- 2021 : De Village à Ville, Fresque commémorative, Bussigny (Suisse)[31]
- 2021 : La Cabane Colorée, Lausanne (Suisse)[32]
- 2021 : L’Original à la Quête de son Étoile, Fresque, Montreux (Suisse)[33]